# 伊沃尼夫齊
48°54′34″N 28°35′24″E / 48.90944°N 28.59000°E
伊沃尼夫齊（烏克蘭語：Івонівці），是烏克蘭的村落，位於該國西南部文尼察州，由文尼察區負責管轄，始建於1242年，面積1.57平方公里，海拔高度232米，2001年人口348，人口密度每平方公里221.66人。